# Borstenbach (Naturschutzgebiet)
Das Gebiet Borstenbach ist ein 1997 durch das Regierungspräsidium Detmold ausgewiesenes Naturschutzgebiet (NSG-Nummer HF-037) im Westen der nordrhein-westfälischen Stadt Vlotho im Kreis Herford in Deutschland.

## Lage
Die drei Teilflächen des insgesamt rund 19 Hektar großen Naturschutzgebiets Borstenbach gehören naturräumlich zum Lipper Bergland. Sie erstrecken sich entlang des Borstenbachs, westlich der Vlothoer Stadtmitte, nördlich und südlich der Loher Straße sowie östlich der Bundesautobahn 2.

## Beschreibung
Das Schutzgebiet Borstenbach wird als „vielgestaltiger Komplex aus bachbegleitenden Feuchtwäldern, Buchen- und Eichenwäldern und vielfach vernässtem, großflächig brach liegendem Grünland in teils als Siek gestalteten Talabschnitten des oberen Borstenbaches und einiger Nebentälchen“ beschrieben.
Das Talsystem hat wichtige Funktion im regionalen Biotopverbund.

## Schutzzweck
Wesentlicher Schutzzweck ist der Erhalt und Optimierung eines Talsystems mit vielflätig strukturierten Talauen, naturnahen Fließ- und Stillgewässern, bachbegleitenden Auwäldern sowie nassem bzw. magerem Grünland als Lebensraum zahlreicher, teils gefährdeter Tier- und Pflanzenarten.

## Biotoptypen
Im Schutzgebiet Borstenbach sind die Biotoptypen „Bach“, „Bachbegleitender Erlenwald“, „Bachbegleitender Eschenwald“, „Brachgefallenes Magergrünland“, „Brachgefallenes Nass- und Feuchtgrünland“, „Buchen-Eichenmischwald“, „Fettweide“, „Gehölzstreifen“, „Gewässerbegleitender, feuchter Saum bzw. linienförmiger Hochstaudenflur“, „Nass- und Feuchtwiese“, „Rasen-Grossseggenried“ sowie „Teich“ beschrieben.

## Flora und Fauna

### Flora
Aus der schützenswerten Flora sind  folgende Arten (Auswahl) zu nennen:
Asternartige
- Sumpf-Kratzdistel
- Sumpf-Pippau

Buchenartige
- Gemeine Hasel

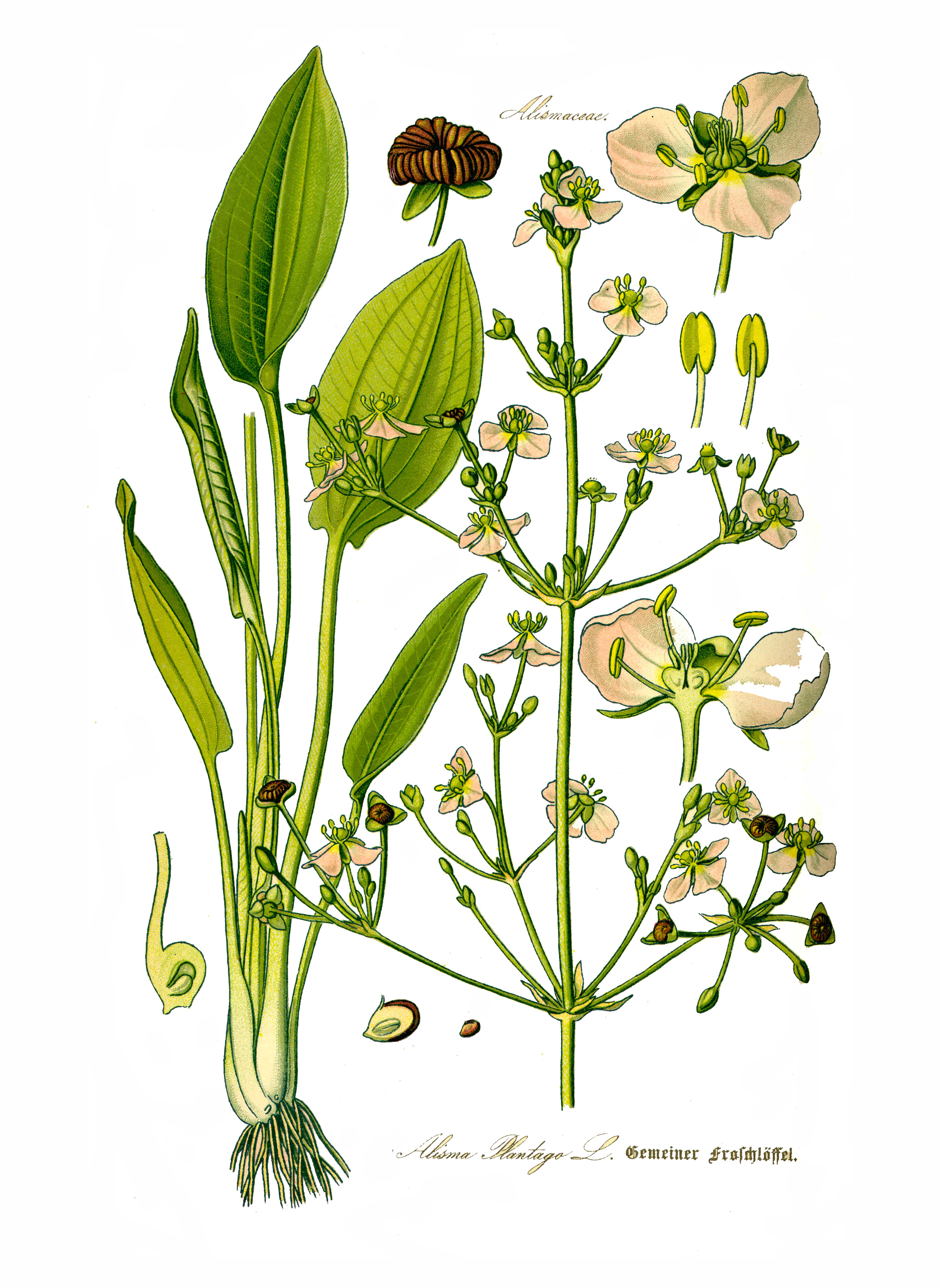
Gewöhnlicher Froschlöffel

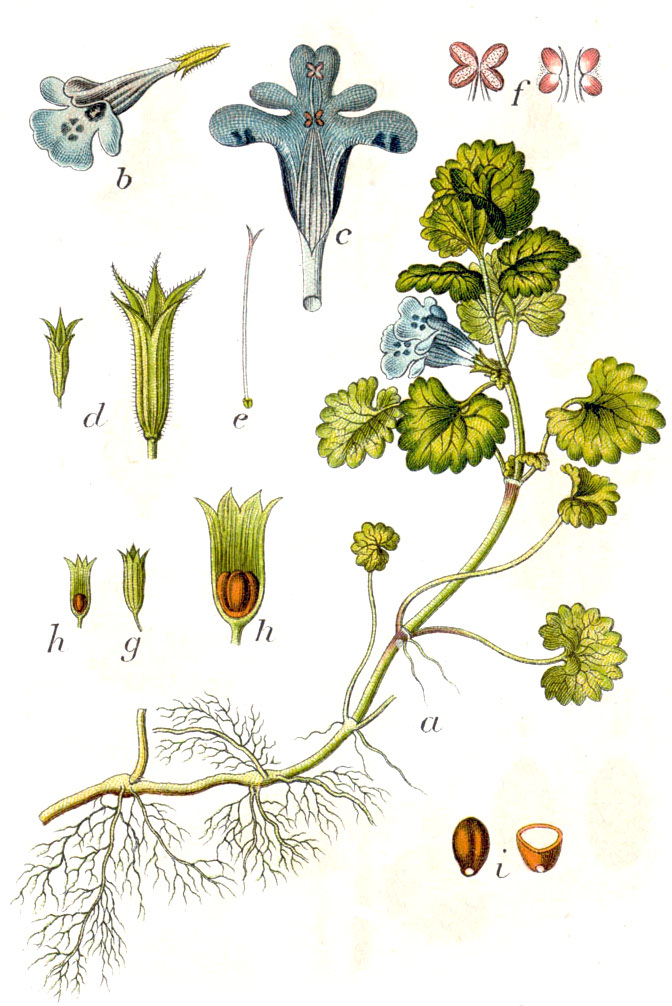
Gundermann

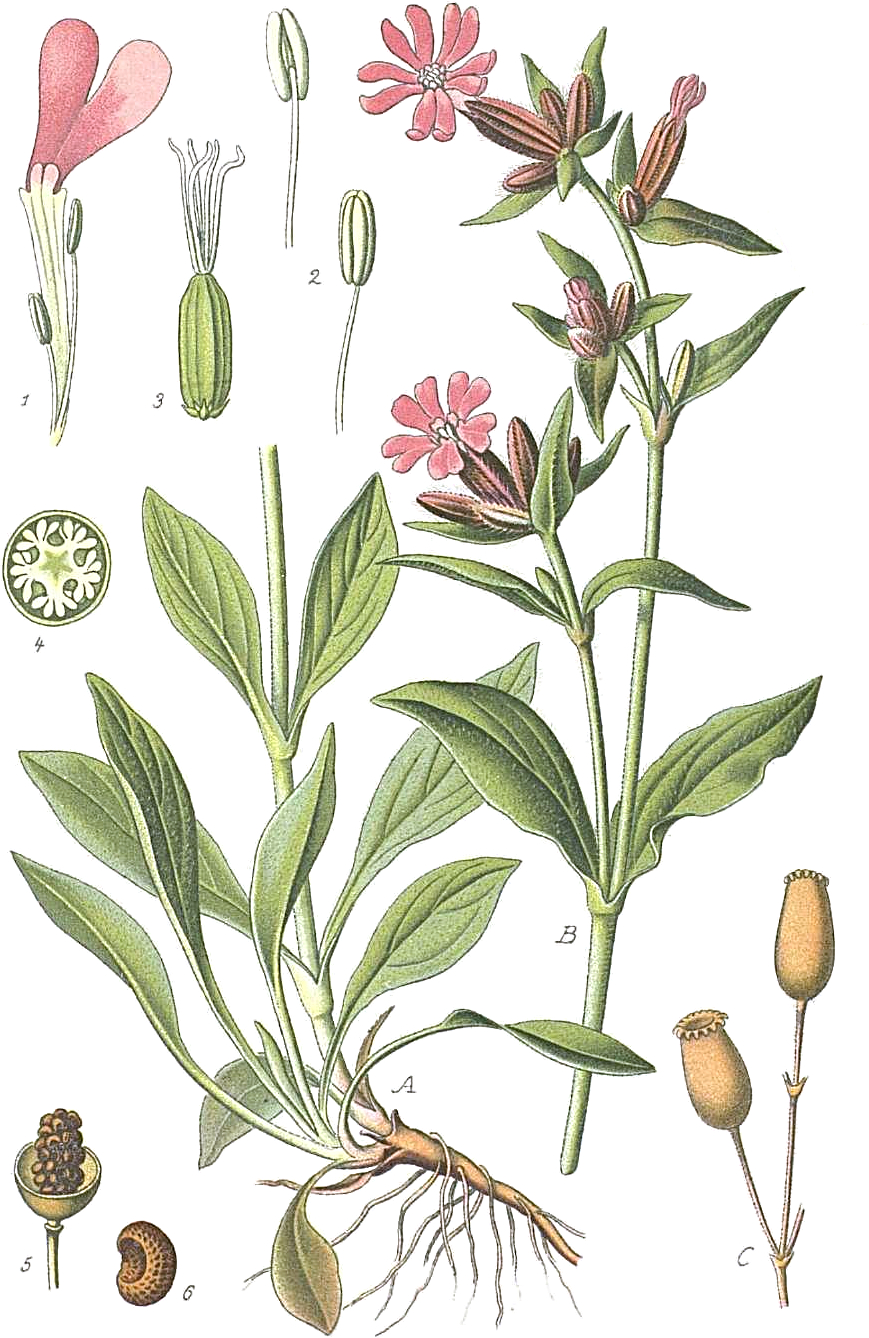
Rote Lichtnelke

- (Gemeine) Hainbuche oder „Weißbuche“
- Hänge-Birke
- Rotbuche
- Schwarz-Erle
- Stieleiche oder „Deutsche Eiche“
- Traubeneiche

Doldenblütlerartige
- Gemeiner Efeu
- Giersch
- Wald-Engelwurz

Froschlöffelartige
- Gewöhnlicher Froschlöffel (Abbildung)
- Kleine Wasserlinse
- Vielwurzelige Teichlinse

Hahnenfußartige
- Sumpfdotterblume

Heidekrautartige
- Drüsiges Springkraut, „Bauernorchidee“ oder „Indisches Springkraut“
- Gewöhnlicher Gilbweiderich
- Echtes/Großes Springkraut oder „Rühr-mich-nicht-an“
- Punktierter Gilbweiderich, „Goldfelberich“ oder „Drüsiger Gilbweiderich“

Kardenartige
- Gewöhnlicher Schneeball
- Kriechender Arznei-Baldrian
- Schwarzer Holunder
- Waldgeißblatt

Kreuzblütlerartige
- Bitteres Schaumkraut, „Falsche Brunnenkresse“ oder „Bitterkresse“
- Wiesen-Schaumkraut

Lippenblütlerartige
- Bachbunge oder „Bach-Ehrenpreis“
- Gemeine Esche oder „Hohe Esche“
- Gemeiner Hohlzahn
- Gundermann, „Gundelrebe“ oder „Erdefeu“ (Abbildung)
- Sumpf-Helmkraut
- Ufer-Wolfstrapp
- Wald-Ziest
- Wasserminze oder „Bachminze“

Malpighienartige
- Bastard-Schwarz-Pappel
- Bruch-Weide oder „Knack-Weide“
- Espe, „Aspe“ oder „Zitterpappel“

Myrtenartige
- Gewöhnlicher Blutweiderich
- Großes Hexenkraut

Nelkenartige
- Gras-Sternmiere
- Rote Lichtnelke oder „Rote Lichtnelke“ (Abbildung)
- Schneeballblättriger Gänsefuß

Pelliales
- Gemeines Beckenmoos

Raublattartige
- Sumpf-Vergissmeinnicht

Rosenartige
- Echte Nelkenwurz
- Echtes Mädesüß
- Eingriffeliger Weißdorn oder „Hagedorn“
- Vogelbeere oder „Eberesche“
- Vogel-Kirsche

Schachtelhalmartige
- Sumpf-Schachtelhalm

Schmetterlingsblütenartige
- Sumpf-Hornklee
- Viersamige Wicke
- Weißklee oder „Kriechklee“

Spargelartige
- Sumpf-Schwertlilie

Stechpalmenartige
- Europäische Stechpalme

Steinbrechartige
- Gegenblättriges Milzkraut

Süßgrasartige
- Behaarte Segge oder „Raue Segge“
- Deutsches Weidelgras oder „Ausdauernder Lolch“
- Flatter-Binse
- Flutender Schwaden
- Gewöhnlicher Rot-Schwingel
- Gewöhnliches Rispengras
- Gewöhnliches Ruchgras
- Hain-Rispengras
- Hänge-Segge
- Kriech-Quecke
- Rasen-Schmiele
- Riesen-Schwingel
- Rotes Straußgras
- Sumpf-Segge
- Wald-Simse
- Weiche Trespe oder „Flaum-Trespe“
- Weiches Honiggras
- Weißliche Hainsimse
- Wiesen-Lieschgras
- Wiesen-Schwingel
- Winkel-Segge
- Wolliges Honiggras

### Fauna
Aus der schützenswerten Fauna sind folgende Arten zu nennen:

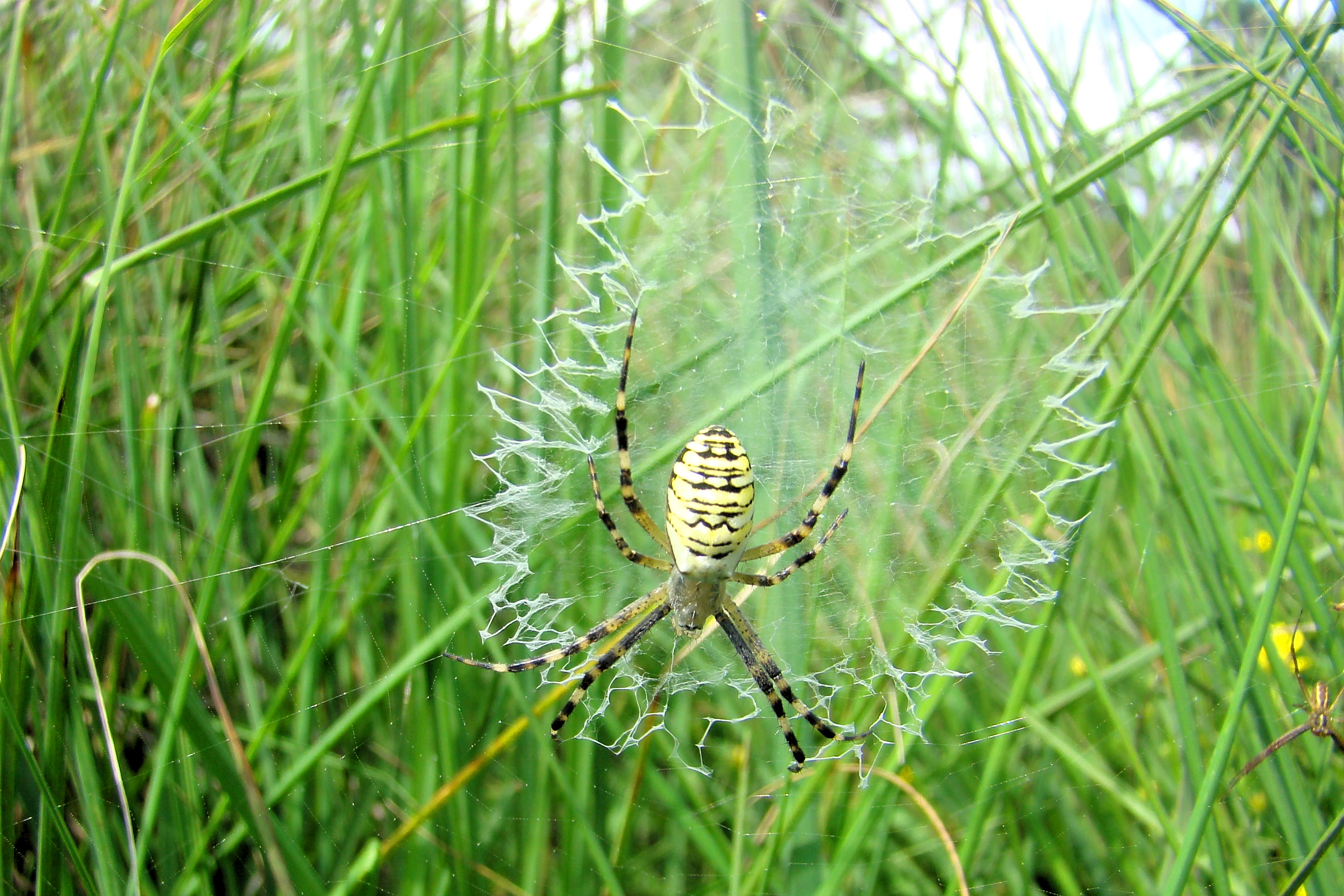
Wespenspinne

Amphibien
- Grasfrosch

Insekten
- Brauner Waldvogel
- Bunter Grashüpfer
- Distelfalter
- Gemeine Strauchschrecke
- Gemeiner Grashüpfer
- Großes Ochsenauge
- Hufeisen-Azurjungfer
- Landkärtchen
- Schönbär

Schnecken
- Flussmützenschnecke

Spinnentiere
- Wespenspinne

Strudelwürmer
- Dreieckstrudelwurm

Vögel
- Buchfink
- Eisvogel
- Misteldrossel
- Zaunkönig